# Jumbo Neue Medien & Verlag
Die Jumbo Neue Medien & Verlag GmbH ist ein deutschsprachiger Hörbuchverlag und wurde 1991 von Gabriele Swiderski und Ulrich Maske gegründet. Das Logo, den roten Elefanten, hat Jutta Bauer entworfen. Inzwischen umfasst das Programm mehr als 1200 lieferbare Titel. Der Jumbo Verlag veröffentlicht jährlich rund 160 neue Produktionen. Zum Verlag gehören die Label Jumbo (Lieder und Geschichten für Kinder), Goyalibre (Jugend- und All Age Programm) und Goyalit (Hörbücher für Erwachsene). Es werden überwiegend Hörproduktionen in deutscher Sprache aufgenommen.
Parallel zum Hörbuchprogramm veröffentlicht der Jumbo Verlag auch Bücher. Die Bandbreite reicht vom Bilderbuch bis hin zum illustrierten Literaturklassiker für Klein und Groß. Seit 2021 erscheint unter dem Label Goya auch ein literarisches Buchprogramm für Erwachsene.

## Auszeichnungen
Zahlreiche Produktionen aus dem Hause Jumbo platzierten sich auf der Hörbuchbestenliste und erhielten Auszeichnungen wie den Preis der Deutschen Schallplattenkritik und das Auditorix-Hörbuchsiegel.
- 2008: Preis der Deutschen Schallplattenkritik: Alhambra von Kirsten Boie
- 2009: Hörkules: An Rainer Strecker für Tintentod von Cornelia Funke
- 2011: Ohrkanus: Die Chroniken der Weltensucher – Der Palast des Poseidon von Thomas Thiemeyer
- 2013: Hörkules: An Frank Röth für Ziemlich beste Freunde von Philippe Pozzo di Borgo
- 2013: Auditorix: Mary, Tansey und die Reise in die Nacht von Roddy Doyle
- 2013: Auditorix: Hieronymus Frosch von Andreas H. Schmachtl
- 2014: Preis der Deutschen Schallplattenkritik: Es gibt Dinge, die kann man nicht erzählen von Kirsten Boie
- 2022: Deutscher Verlagspreis[2]
- 2022: Longlist Die Schönsten Deutschen Bücher / Stiftung Buchkunst:[3] Blumen – Ein Lächeln für Dich. Ein bunter Strauß Lyrik, hrsg. von Ullrich Maske und Carla Swiderski. Mit Illustrationen von Barbara Dziadosz.